# Фернандеш, Жуан Паулино
Жуан Паулино Морейра Фернандеш (порт. João Paulino Moreira Fernandes; род. 26 мая 1998, Рибейра-Гранди, Острова Барловенто) — кабо-вердианский футболист, вингер румынского клуба «Политехника» Яссы, выступающий на правах аренды за казахстанский клуб «Ордабасы».

## Карьера

### «Мария да Фонте»
Футбольную карьеру футболист начинал в прайском «Спортинге», вместе с которым становился обладателем Кубка Кабо-Верде. В июле 2018 года футболист на правах свободного агента присоединился к португальскому клубу «Мария да Фонте». Дебютировал за клуб футболист 2 сентября 2018 года в матче против клуба «Трофенсе», выйдя на поле в стартовом составе. Дебютным забитым голом за клуб футболист отличился 28 октября 2018 года в матче против клуба «Какадорес Тайпаш». По итогу сезона футболист вместе с клубом завершил чемпионат на итоговом одиннадцатом месте в турнирной таблице. На протяжении сезона футболист выступал за клуб в роли одного из основных игроков, отличившись 4 забитыми голами. По окончании сезона футболист покинул португальский клуб.

### «Леса»
В июле 2019 года футболист на правах свободного агента присоединился к португальскому клубу «Леса». Дебютировал за клуб футболист 18 августа 2019 года в матче против клуба «Каштру-Дайри», выйдя на замену на 83 минуте. Дебютным забитым голом за клуб футболист отличился 10 ноября 2019 года в матче против клуба«Гондомар». По итогу дебютного сезона футболист вместе с клубом завершил чемпионат на итоговом четвёртом месте. За сезон футболист успел отличиться 3 забитыми голами. В следующем сезоне футболист продолжил выступать за португальский клуб, вместе с которым стал серебряным призёром чемпионата в своей группе, выйдя в квалификационный раунд на повышение в классе, однако клуб не смог предоставить необходимые документы для лицензирования, чтобы перейти в следующий дивизион. По окончании сезона футболист покинул клуб.

### «Салгейруш»
В июле 2021 года футболист на правах свободного агента перешёл в португальский клуб «Салгейруш». Дебютировал за клуб футболист 29 августа 2021 года в матче против клуба «Феррейра-ди-Авиш», выйдя на замену на 80 минуте. Большую часть сезона футболист пропустил, однако вместе с клубом по итогу сезона занял первое место в своей группе в рамках чемпионата, отправившись выступать в квалификационный раунд на повышение в дивизионе. По итогу квалификационного раунда португальский клуб занял четвёртое место в турнирной таблице. За сезон футболист забитыми голами не отличился. По окончании сезона футболист покинул португальский клуб.

### «Леса»
В июле 2022 года футболист на правах свободного агента вернулся в португальский клуб «Леса». Первый матч за клуб в новом сезоне футболист сыграл 18 сентября 2022 года против клуба «Резенди», выйдя на поле в стартовом составе. В следующем матче 25 сентября 2022 года футболист отличился своими первыми забитыми голами против клуба «Машику», оформив дубль. По итогу сезона футболист вместе с клубом завершил чемпионат на итоговом девятом месте, вылетев из дивизиона. На протяжении сезона футболист выступал за клуб в роли одного из ключевых игроков, отличившись 5 забитыми голами. По окончании сезона футболист покинул португальский клуб.

### «Зимбру»
В конце июля 2023 года футболист на правах свободного агента присоединился к молдавскому клубу «Зимбру». Дебютировал за клуб футболист 16 сентября 2023 года в матче против клуба «Петрокуб», выйдя на замену на 58 минуте и позже отличился дебютным забитым голом. В матче 16 марта 2024 года против клуба «Дачия-Буюкань» футболист отличился забитым дублем. Вместе с клубом футболист смог выйти в финальную часть чемпионата. По итогу сезона футболист вместе с клубом стал бронзовым призёром чемпионата. Также футболист вместе с клубом стал серебряным призёром Кубка Молодовы, где кишинёвский клуб уступил «Петрокубу», однако сам футболист на матч заявлен не был. На протяжении сезона футболист выступал за клуб в роли одного из ключевых игроков, отличившись 7 забитыми голами и результативной передачей.
Летом 2024 года футболист начинал готовиться к сезону в составе молдавского клуба. В июле 2024 года футболист вместе с клубом отправился на квалификационные матчи Лиги конференций УЕФА. Дебютный матч в рамках еврокубкового турнира футболист сыграл 25 июля 2024 года против армянского клуба «Арарат-Армения», выйдя на поел в стартовом составе. По итогу ответной встречи 1 августа 2024 года армянский клуб также оказался сильнее и вышел в следующий раунд квалификаций. Первый матч в чемпионате футболист сыграл 4 августа 2024 года против клуба «Бэлць», выйдя на замену на 58 минуте. В следующем матче 10 августа 2024 года против клуба «Милсами» футболист отличился своим первым в сезоне забитым голом. В ноябре 2024 года футболист покинул молдавский клуб, расторгнув контракт по соглашению сторон. За первую половину сезона футболист успел отличиться 6 забитыми голами и результативной передачей.

### «Политехника» Яссы

#### Аренда в «Ордабасы»
В январе 2025 года футболист на правах свободного агента присоединился к румынской «Политехнике», подписав контракт до июня 2027 года. В марте 2025 года футболист на правах арендного соглашения присоединился к казахстанскому клубу «Ордабасы» до конца сезона. Дебютировал за клуб футболист 30 марта 2025 года в матче против клуба «Кызыл-Жар», выйдя на замену на 63 минуте. Дебютным забитым голом за клуб футболист отличился 14 мая 2025 года в матче Кубка Казахстана против алматинского «Кайрата».

## Международная карьера
В 2019 году футболист выступал за юношескую сборную Кабо-Верде до 19 лет, сыграв 2 товарищеских матча против сборной Португалии.

## Достижения
«Спортинг» Прая
- Обладатель Кубка Кабо-Верде: 2018

## Семья
Брат близнец Жуан Паулу профессиональный футболист, игрок национальной сборной Кабо-Верде.